# كارمن (مسلسل)
كارمن مسلسل مصري عرض في عام 2019، من بطولة ريهام حجاج ، من تأليف وإنتاج سامح مجدي ومن إخراج حسين شوكت.

## قصة المسلسل
تدور الأحداث حول «كارمن» (ريهام حجاج) مذيعة في الراديو وبرنامجها يناقش القضايا العاطفية ومن خلاله تحاول مساعدة جمهورها على حل مشكلاتهم، وتدور أحداث المسلسل خلال 60 حلقة في إطار درامي اجتماعي رومانسي، حول الطبقات الاجتماعية المختلفة والمشاكل التي توجهها.

## طاقم العمل
- ريهام حجاج: (كارمن / كارين)
- محمد الكيلاني: (توفيق)
- ولاء الشريف: (يارا)
- محمد مهران: (أحمد)
- عمر الشناوي: (سامر)
- محمد مرزبان: (مراد)
- هاجر أحمد: (رنا)
- أحمد حلاوة: (سراج)
- شيرين: (ناظلي)
- ياسر علي ماهر: (سليمان)
- عزة بهاء: (سلمى)
- ليلى عز العرب: (نرجس)
- بطرس غالي: (مسيو علي)
- محمد علي رزق: (سيف)
- هبة عبد الغني: (ضيفة شرف)
- حسن العدل: (نسيم)

## عرض المسلسل
عرضت الحلقة الأولى من المسلسل مساء السبت 12 يناير، في تمام السابعة بتوقيت مصر، عبر قناة سي بي سي.